# Observatório Político
O Observatório Político (OP) é uma associação científica em estudos políticos, sem fins lucrativos, formada em 2009 em Lisboa por Cristina Montalvão Sarmento. O OP conta com uma comunidade com cerca de 350 membros, entre investigadores, associados e académicos que integram os corpos científicos e consultivos. O Observatório Político é representativo de uma comunidade científica e académica interessadas na área dos estudos políticos, que visam contribuir para o desenvolvimento do estudo da política e da análise política nacional e internacional.

## História
Em 2009, por iniciativa de Cristina Montalvão Sarmento, acompanhada por 70 estudantes de Ciência Política e Relações Internacionais, o Observatório Político foi criado pelo Conselho Científico da FCSH – Universidade Nova de Lisboa. No ano seguinte foi autonomizado. Logo após a criação do OP, os seus membros decidiram lançar a Revista Portuguesa de Ciência Política, cuja edição inaugural, o número 0, foi publicada em 2010. Nessa primeira edição, os fundadores, que então desenvolviam as suas dissertações de mestrado, apresentaram resumos dos seus projetos em andamento. Assim, surgia a primeira publicação em Portugal dedicada exclusivamente aos estudos políticos. 
O Observatório Político também deu visibilidade aos livros ou capítulos dos seus associados, sendo lançada uma coleção de livros do OP entre 2011-2013, com 8 títulos. 
Entre os anos de 2012 e 2015, sob a chancela do Observatório Político e com múltiplas parcerias, realizaram-se 11 cursos de formação avançada, que cobriram temas como Introdução à Política, Segurança e Defesa, Comunicação Institucional, Cultura Política, América Latina, Diplomacia, Direitos Humanos, Democracia e Gestão Autárquica, entre outros.
Em janeiro de 2016, por acordo com o Instituto Superior de Ciências Sociais e Políticas da Universidade de Lisboa, o Observatório Político integrou a Rede de Laboratórios e Observatórios do ISCSP-UTL. O Observatório Político apostou no potencial desta parceria para os estudos políticos em Portugal. No entanto, tal não se veio a verificar e reconhecendo a falta de condições para o exercício da sua atividade, o Observatório Político voltou a autonomizar-se em nova sede em 2024.
1. ↑  «Observatório Político | Associação de Investigação Científica em Estudos Políticos». Consultado em 25 de junho de 2025
2. 1 2  «Quem Somos | Observatório Político». Consultado em 25 de junho de 2025
3. 1 2  «Itinerários do Observatório Político | Manifesto dos 15 Anos» (PDF) line feed character character in |título= at position 56 (ajuda)